# Frederico Krepe

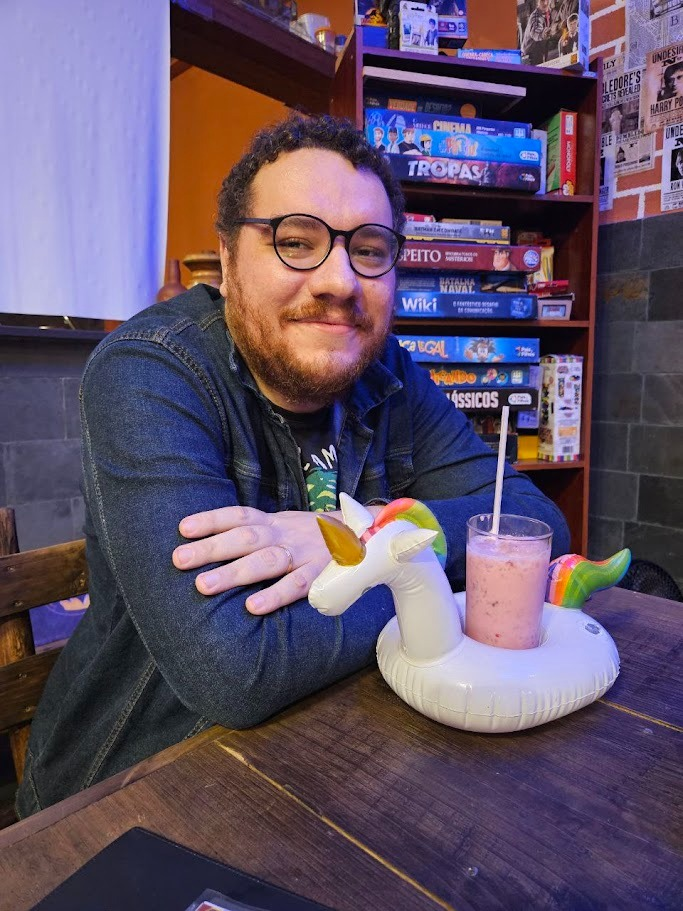
Frederico Krepe em 2024

Frederico Krepe da Silva (Juiz de Fora, 18 de julho de 1994) é professor de filosofia, acadêmico e comentarista político. Em seus trabalhos e publicações, defende uma perspectiva política alinhada com o trabalhismo e uma linha econômica eclética, mas voltada para uma perspectiva desenvolvimentista. É filiado ao PDT, tendo desenvolvido trabalhos com o partido, inclusive, trabalhando na candidatura de Ciro Gomes em 2022.

## Militância política
Em seus posicionamentos, critica o modelo econômico neoliberal e o tripé macroeconômico que guia a política econômica no Brasil desde o fim dos anos 1990. Escreve para o portal disparada e possui um canal no Youtube com mais de 50 mil inscritos. Em 2025, participou do podcast 3 irmãos, junto com outras figuras trabalhistas: Tamir Felipe e William Jacob. No mesmo ano, participa da construção do Fórum Pelo Novo Trabalhismo, em São Paulo, evento organizado por movimentos nacionalistas e trabalhistas, como o Sol da Pátria, Comunhão Popular, Juventude Trabalhista e Juventude Nacionalista Brasileira.

## Professor e acadêmico
Possui graduação em Filosofia pela UFJF (bacharelado e licenciatura) e mestrado em Filosofia pela mesma instituição. Escreve artigos em periódicos sobre filosofia, epistemologia e política. No mestrado, defendeu a dissertação “Convergências entre a refutação socrático-platônica e o racionalismo crítico de Karl Popper”. Ademais, escreve em revistas e já colaborou com outros intelectuais de seu campo ideológico, como Gustavo Castañon.
Em 2017, participou de um aulão organizado pelo Centro Acadêmico do curso de Psicologia da Universidade Federal de Juiz de Fora (UFJF). Atualmente é professor de filosofia no ensino médio de uma escola estadual do estado de Minas Gerais.